# Cvijet sa raskršća
Cvijet s raskršća je novela Antuna Gustava Matoša

## Likovi

### Izabela
Izabela je slijepa djevojka, po piščevu opisu lijepa, meka, blaga, spokojna, mirišljava, blijeda i nježna, elegantnih ruku.
- 1. Visoka kao Solus (drugi lik). Kosa joj je bila lijepa s rumeno-zlatnim pramenovima. Na nogama je imala bijele cipelice.
- 2. Prijao joj je piščev glas, a ona je govorila kao dijete, bez naprezanja, no bila je drugačija. Jednom riječju bila je lijepa.
- 3. Po prvi je put izašla iz bogate kuće (te opisuje sluge i učiteljicu), po čemu vidimo da je iz neke bogate obitelji, fina, učena, kaže da je bila u Bretanji. Tuguje za vidom, no kaže da ona gleda ušima, te se divi onima koji mogu vidjeti.
- 4. Zaljubila se u Solusa čim su se sreli te želi zauvijek biti s njim. Jako se boji oca koji joj ne dozvoljava da izađe van iz kuće.
- 5. Pisac joj stalno pripisuje bjelinu, kao simbol plahosti, nevinosti i čistoće.

#### Citati
- 1. Po čelu, po kosi, po nosu, po ustima pipaju me prsti mirišljavi, mekani, pipaju oprezno kao da modeliraju... Za glavom mi je sjedilo djevojče tako blijedo i nježno kao da vidje samo bijelu mjesečinu, kao da disaše večernje cvijeće, kao da se sigraše samo sa noćnim, tamnim, baršunastim leptirima.
- 2. Kosa se raskošljala u rumeno-zlatnim pramenovima niz nježni, snježni, goluždravi vrat… Na nogama je imala bijele cipelice koje kao da nikad blata ne vidješe.
- 3. Bila je visoka kao ja. Smješkala se i besjedila drukčije nego sve djevojke koje dosada čuh i vidjeh. Sve ih začinila licem i uzrastom. Govoraše kao djeca kad se bude, bez ikakvog ženskog prenemaganja. Ruke joj u govoru nepomične, a miče tek usnama odviše rumenim i vlažnim: kao morski koralj. Bijaše lijepa, slijepa kao sreća, kao sudbina.'
- 4. Znala sam da me moji kod kuće varaju. Aj, da i ja mogu ovako u svijet… Jeste li vidjeli i volite li more? Ja sam ga čula u Bretanji. Vidjela sam ga uhom… Blago vama okatome, jer vidite munje i valove! Zašto, zašto puzem u tom mraku? Što skrivih, te ispaštavam?
- 5. Vi ćete mi biti muž. Vi me volite. Je l' te? Ja vas ne vidim, pa vas volim… Otac!- rekne Izabela, prihvati mi se za ruho i pritisne mi glavu na prsa.

### Solus
Solus je drugi lik, odnosno pisac. Visok je kao Izabela i ima lijep glas. On luta po svijetu za sebe kaže da je slobodni vuk iz basne.
- 1. O njemu nema mnogo vanjskog opisa već iz njegovih razmišljanja možemo shvatiti njegov karakter. Izabela mu se svidjela te je nije htio ničim uplašiti.
- 2. Zaljubio se u nju na prvi pogled, veoma je osjećajan te mu je pogled na Izabelu prikazao mnogo slika, lijepih prizora. Htio bi ostati s Izabelom, ali se ne može odreći putovanja po svijetu i slobode te govori da je siromašan i da joj ne može ništa dati, već je samo odvesti u grob.

#### Citati
- 1. Bježim iz varoši i kružim sam, slobodan kao soko. Ovo je teško ja sam nesretan, ali živjeti sa ljudima sa lašcima, bilo bi mi još gorče. Znate li basnu o psu i kurjaku? Ja sam vuk, mršavi, slobodni vuk.
- 2. Srce zakucalo, grlo se osušilo, usne se trzaju. Da promucam, da prozborim - ali šta?

Bojao sam se da nju, moju Samaritanku ne zaplašim, ne otjeram... Svratim na nju krišom pogled i ne mogoh vjerovati sam sebi... (opis djevojke)
- 3. Ne mogu, ne mogu, davor-djevojko! Ko nauči na oblak mjesto na krov, na šume mjesto na sobe, taj ne može živjeti u kućama. More i vjetar je moje gudalo i glasovir, cvijeće i zvijezde se slova u mojoj knjizi, tišina je moja čitateljica...
- 4. Kamo? U jarak, u baru? U groznicu, u smrt? I bez tebe će mi teret uspomene ovog sastanka tištati ranjiva leđa na besciljnome putu...

## Mjesto zbivanja
U jednom gradu (neodređenom), južnom francuskom gradiću, koji ima prelijepu prirodu. Ispred kuće jedne bogate francuske obitelji. Zapravo se cijela radnja događa na jednoj klupici. Mjesto radnje u ovoj je priči nebitno za radnju i zato je gradić nazvan N.

## Tema
Piščeva razmišljanja o iznenadnom susretu s lijepom djevojkom te njihova ljubav koja se pojavila odjednom, niotkud, sudbinski.

## Značenje
Cvijet s raskršća znači: lijepa djevojka koju je Solus iznenada sreo u prolazu (kao nešto što vidimo na raskršću), nešto lijepo što mu se nađe na putu, te lijepu djevojku (cvijet) koja ga je stavila pred raskršće - može pokušati ostati s njom ili dalje krenuti na put.

## Opis pejzaža
Put se penje uz brdo kroz ptičje pjevanje, i kroz šaptanje lišća na vjekovskom sapletenom kao prsti granju, isčežavajući u sjenama planinske šume. Tišina mi u uhu. Suvrak bez šuškavog sljepića, zrak bez ose i bumbara. Jezero šumi srebrnu himnu, iz tamnih šuma bruje crni koralji. Nebo šušti zastavom od modre svile. Iz dubine grmlja, gajeva i gore skaču razigrane djevojke, šibajući uzduh znojnom, bahantskom kosom. Kao nabujala bujica struje u bučnoj, krvavoj orgijskoj pjeni niz glasnu goru i kotlinu, a u njoj graja. Bleka stoke, duduk gajda kroz pastirski dim, kroz satirsko, vinsko jecanje od požude, kroz jareće drhtavo, požudno blejanje. - dio prikazuje pejzaž u njegovom snu

## Piščeva impresija
Piscu je, zaključujemo, djevojka prelijepa, što se iščitava prema načinu na koji ju je opisao. 
Ona je ostavila takav dojam na njega da on «više nije bio siguran da li je to stvarno djevojka», već ju je počeo uspoređivati s nekim nadnaravnim pojavama (˝Da bijaše noć, scijenio bih gledati mjesečarku, somnambulu. Ovako ne razabirah ništa i pitah se koje čedo Van Dycka ili Greuzea dođe pred grozničavu moju fantaziju iz starog, gospodskog okvira. Je li to koji slijepi, prerušeni mramor iz talijanskih trjemova? Dođe li duša kakog sjetnog noturna na sramotu ironijskog dana? S kojeg gotskog prozora, s koje duge siđe ta djevičanska bajka sklopljenih očiju?...")
Izabela, prelijepa slijepa djevojka svijetle puti, odjevena u bijelo, je metafora koja simbolizira ljubav, bijelu, čistu i neiskvarenu, i u opisu djevojke obistinjeno je, kako se kaže, "Ljubav je slijepa".
Solus je također metafora, jer solus na latinskom znači sam, a i u priči on je prikazan kao čovjek otuđen od društva koji sam putuje po svijetu i fotografira.
Čak ni ljubav prema Izabeli nije ga mogla odvojiti od njegovog samotništva.

## Liričnost
Na osnovu rečenog ova novela bi spadala pod epsko-lirske vrste, zato što nema mnogo objektivnosti te pisac još izražava i opisuje svoje osjećaje. U sljedećem primjeru vidimo, kao da pisac piše nokturno: ...bijelu mjesečinu, kao da disaše večernje cvijeće, kao da se sigraše samo sa noćnim, tamnim, baršunastim leptirima; ima isto mnogo stilskih sredstava koja su tipična za lirske pjesme (onomatopeju, asonancu te ritmičnost):  vrelo pišti, cvili, žubori... mrmore, bruje, tutnje kroz san, a onda ustaju, jezde nad oblacima i tutnje kao topovi.  A ovaj primjer nalikuje anadiplozi i polisindetu: ova iza mene što slatko diše i miriše, što miriše i diše kao večernja ruža, što ima prste dobre i milosrdne ko što su samo na ruci majčinoj. 
Priča nema razvijenu radnju, više je usredotočena na osjećaje likova i njihovu karakterizaciju. Likovi ostavljaju dojam jednostavnosti. Novela završava pomalo tajanstveno. Izabela je lijepa djevojka koju roditelji drže ˝zarobljenu˝ u kući, jer se boje za nju zbog toga što je slijepa. Solusu je žao što je Izabela otišla, zaljubio se u nju na prvi pogled, no ne može se rastati od svog lutalačkog života.